# Državni kapitol, Bogota
Državni kapitol (špansko Capitolio Nacional) je stavba na Bolívarjevem trgu v središču Bogote, katere gradnja se je začela leta 1848 in je bila končana leta 1926. V njej sta oba domova kongresa Kolumbije. Zasnoval jo je Thomas Reed.

## Arhitektura
Celotna stavba Kapitola je izdelana iz lomljenega kamna. Stavba ima tri nadstropja, klet in štiri notranje terase, ki spominjajo na Tomása Cipriana de Mosquera (vojaka, diplomata in državnika), Jorgeja Eliécerja Gaitána (pravnik, pisatelj, aktivist, politik), Rafaela Núñeza (politik, vojak in pisatelj, ki je bil večkrat predsednik Kolumbije) in Álvara Gómeza Hurtada (odvetnik, politik, diplomat, novinar, slikar, profesor, pisatelj in mislec). Poleg tega ima 3 pomembne sobe (Eliptična soba, soba Boyacá in senatna dvorana).
Glavna fasada je obrnjena na južno stran Bolívarjevega trga in je sestavljena iz dveh simetričnih stranskih delov in prevotljenega osrednjega dela kot portik, sestavljenega iz kolonade treh vrst po šest stebrov v jonskem slogu, z dvema odprtinama na vsakem koncu, druga nad drugo in uokvirjeni z dvema štrlečima opornikoma, ki ju podpirata dva pritrjena pilastra. Stavba je vodoravno okronana z entablaturo, ki se konča z vencem s štirimi grifoni in balustrado, v kateri so vmešane vaze in palmete. Odvodni sistem v višini venca krasijo bruhalniki z živalskimi glavami.
Osrednji blok zavzema Eliptična dvorana, kjer potekajo plenarna zasedanja kongresa (senat in zbornica) ter plenarna zasedanja predstavniškega doma (spodnji dom), inavguracija predsednika republike in med drugim volitve članov višjih sodišč. Eliptična soba je južno od terase Mosquera, ki je prostor za stebriščem na glavnem pročelju, v katerem je kip Tomása Cipriana de Mosquera, izdelan iz brona nemškega kiparja Ferdinanda von Müellerja in odkrit leta 1883. Na zadnji fasadi je osrednje telo odmaknjeno glede na stranice in tvori dvorišče Núñez, katerega tloris ima dve vrsti po sedem oken, vsa tri osrednja tvorijo dostopna vrata v Eliptično dvorano, uokvirjena s štirimi jonskimi stebri, ki podpirajo pediment. Na južni strani ima stavba dve vrsti stopnišč, ki omejujeta teraso Rafaela Núñeza in prek katerih neposredno komunicira s Patio de Armas v Casa de Nariño.
V vzhodnem bloku na južnem koncu izstopa dvorana senata Salón del Recinto Senado, predsedstvo senata in njegova podpredsedstva, notranja terasa v čast Álvaru Gómezu Hurtadu, protokolarna soba senata, prostor za tisk, kavarna in saloni za podporo. Zahodni blok vsebuje sobo Boyacá, predsedstvo zbornice in njenih podpredsedstev, notranjo teraso v čast Jorgeja Eliécerja Gaitána, zborničino protokolarno sobo, kavarno in podporne prostore.
Francoski arhitekt Gastón Lelarge je v svojem govoru predlagal dodajanje velike osrednje kupole, ideja, ki ni bila dobrodošla; saj je že od začetka med drugim prevladovala težnja po horizontalni stavbi, da ne bi konkurirala višini stolnice. Ornamentacijo konstrukcije je izvedel Švicar Luigi Ramelli, vključno z maskami in konzolami, ki krasijo stavbo, kasneje pa jo je dokončal italijanski kipar Césare Sighinolfi.

## Umetnine
Med umetninami, ki jih najdemo v Kapitolu, lahko izpostavimo okrogla vitražna okna, ki krasijo Eliptično sobo in sobo Boyacá, ki ju je leta 1926 izdelala francoska hiša Dagrand v Bordeauxu, in so bila obnovljena leta 2008. Tretji vitraj, tisti, ki krasi kupolo dvorane Senata, je leta 1997 izdelal mojster Enrique Grau in nosi naslov Vitral de la Paz.
Med kipi in spominskimi doprsnimi kipi, ki krasijo Kapitol, lahko omenimo štiri grifine, ki krasijo strop Eliptične sobe, ki jih je leta 1925 izdelal Luigi Ramelli po zasnovi Manriqueja Martína. Skulpturo Jorgeja Eliécerja Gaitána je izdelal Bernardo Vie in je na dvorišču zbornice. Skulpturo Rafaela Núñeza je izdelal Francisco Antonio Cano 6. avgusta 1922 in je na južni terasi, po Eliptični sobi, znani tudi kot Patio Nuñez. Skulpturo Tomása Cipriana de Mosquera je izdelal Ferdinand von Miller in je bila odkrita 7. oktobra 1883. Kip Antonia Nariña, ki je na južnem glavnem trgu, ki vodi in si deli s Casa de Nariño, je izdelal Henri-Léon Gréber in so ga slovesno odkrili 20. julija 1910 po mavčnem modelu, ki ga je izdelal Césare Sighinolfi junija 1884.
Med drugimi bronastimi skulpturami, ki krasijo stavbo, lahko omenimo skulpturo Guillerma Valencia, ki jo je izdelal Luis Pinto Maldonado, bronasto glavo Miguela Antonia Cara in bronasto skulpturo Alfonsa Lópeza Pumareja Huga Martíneza, ki jo najdemo v Salón de la Constitución.
Nekaj portretov, ki krasijo stavbo, so: general Santander, ki ga je naslikal José María Espinosa leta 1853, Francisco de Paula Santander in Aquileo Parra, ki so ju naslikali Francisco Antonio Cano, Camilo Torres Tenorio, Rafaela Uribe Uribe je naslikal Ricardo Acevedo Bernal in slika Santosa Acosta, ki jo je izdelal Ricardo Gómez Campuzano.
Med poslikavami, ki krasijo dvorane Kapitola, izstopa triptih freske Eliptične sobe z naslovom Osvoboditelj inavgurira ustavni režim Kolumbije v vili del Rosario" (El libertador inaugura el régimen constitucional de Colombia en la Villa del Rosario), ki ga je leta 1948 po motivu panameriškega kongresa izdelal Santiago Martínez Delgado in je nadomestila poslikavo Andrésa de Santa Maríe v čast bolivarskega borca v bitki pri Boyacá leta 1926, freski Osvoboditev sužnjev (Liberación de los esclavos’’) in Komunarji (Los Comuneros’’), ki ju je izdelal Ignacio Gómez Jaramillo leta 1938 in freska, ki krasi Eliptično sobo, imenovana Tri gorske verige in dva oceana, ki jo je izdelal Alejandro Obregón na zahtevo predsednika Belisaria Betancourta leta 1986, ob stoletnici politične ustave.
- Kip Tomása Cipriana de Mosquera na severnem dvorišču Kapitola.
- Mural Santiaga Martíneza Delgada v Capitolio Nacional.
- Vitražna alegorija Svobode, eliptična soba kolumbijskega predstavniškega doma